# Parathesis villalobosii
Parathesis villalobosii är en viveväxtart som beskrevs av C.L. Lundell. Parathesis villalobosii ingår i släktet Parathesis och familjen viveväxter. Inga underarter finns listade i Catalogue of Life.